# Monumento aos Veteranos do Vietname
O Monumento dos Veteranos do Vietname (em inglês:  Vietnam Veterans Memorial) é um monumento dedicado aos veteranos da guerra do VietnamePE ou guerra do VietnãPB.
O monumento, foi edificado em 1982, em Washington, D.C. e é constituído por três partes distintas:
- Three Soldiers statue — escultura criada por Frederick Hart, representando três soldados: um branco, um negro e um hispânico.
- Vietnam Women's Memorial — monumento às mulheres falecidas na guerra.
- Vietnam Veterans Memorial Wall — muro-memorial aos veteranos da guerra.O Muro do Memorial aos Veteranos do Vietnã estende-se por 75 metros de comprimento de rocha magmática negra, no qual estão inscritos os nomes de todos os soldados estadunidenses mortos na guerra. Localiza-se no Constitution Gardens, próximo ao Monumento a Washington, e foi projetado pela arquitecta Maya Lin.

Foi adicionado a lista do Registro Nacional de Lugares Históricos em 13 de novembro de 1982, no mesmo dia de sua fundação.